# Emil Jellinek
Emil Jellinek, dit après 1903 Emil Jellinek-Mercedes (6 avril 1853 - 21 janvier 1918) est un consul diplomate et homme d'affaires austro-hongrois. Il est l'initiateur de la marque automobile allemande Mercedes en 1902 (Mercedes était le prénom de sa fille chérie) et du premier palace parisien sur les Champs-Élysées.

## Biographie
Emil naît le 6 avril 1853 dans le Royaume de Saxe à Leipzig, fils du rabbin Adolph Jellinek (en) (1821-1893) et de Rosalie Bettelheim (1822-1892), d'origine tchéco-hongroise, qui déménagèrent dès 1856 à Vienne en Autriche. Le couple a plusieurs enfants dont trois fils, parmi lesquels Emil, et Georg qui sera juriste. L'oncle d'Emil, Hermann Jellinek, a été exécuté en 1849 pour avoir pris part à la révolution hongroise de 1848.
En 1870 âgé de 17 ans, Emil Jellinek commence à travailler pour une compagnie ferroviaire. 

### Fortune dans les affaires en Afrique du Nord

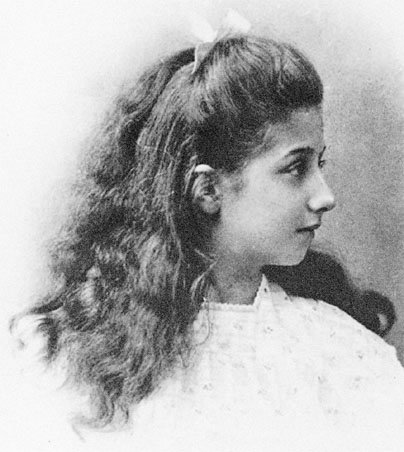
Sa fille Adrienne Manuela Ramona Mercédès, à l'âge de 13 ans.

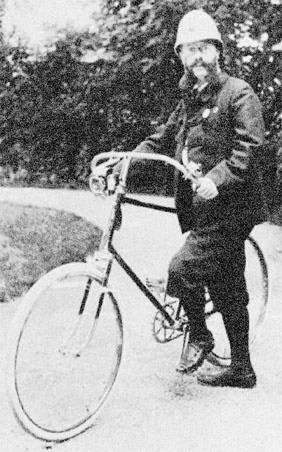
Emil Jellinek vers 1900.

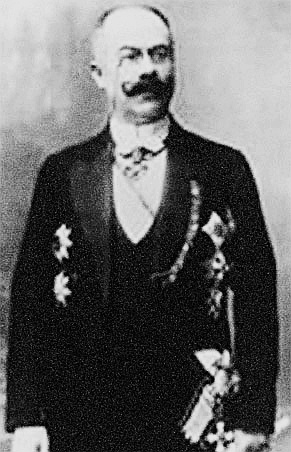
Jellinek avant le premier conflit mondial.

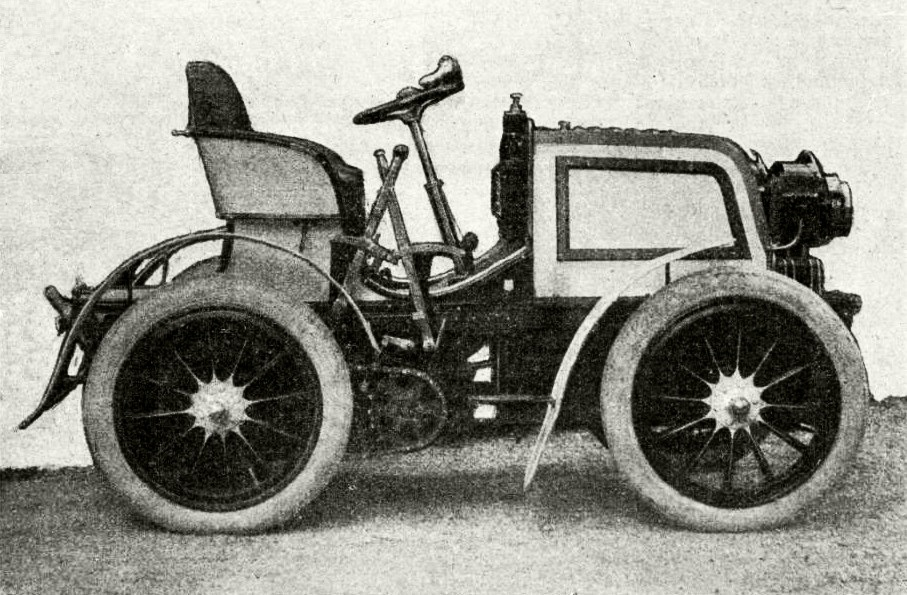
Une Daimler phoenix 24 hp 1900 d'Emil Jellinek.

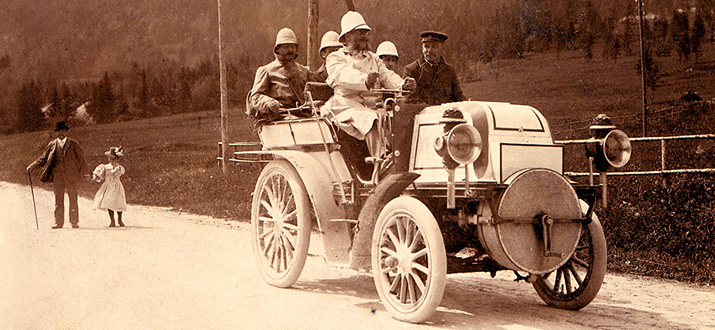
Emile Jellinek au volant de sa Daimler Phoenix 24 hp.

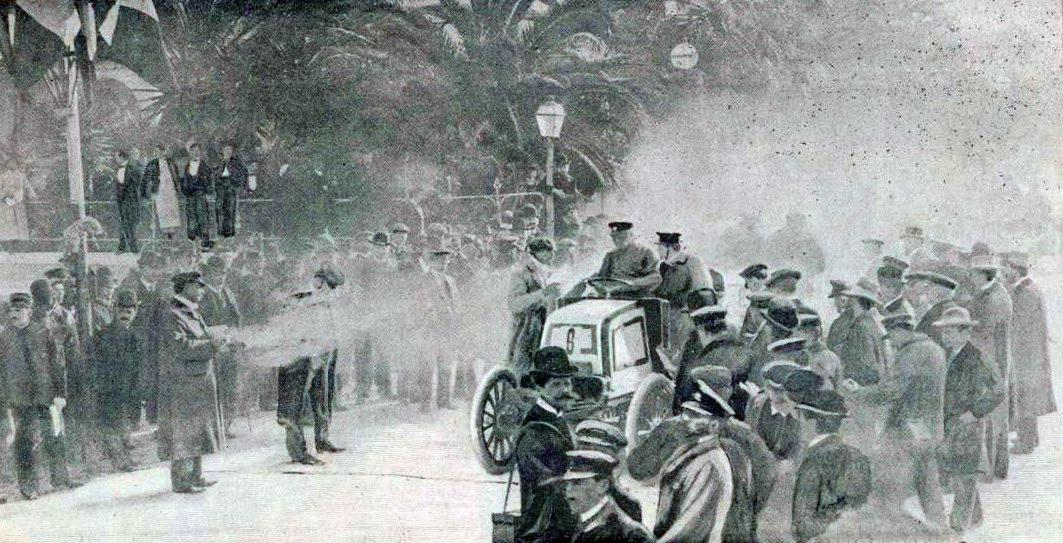
Ligne de départ de Nice-Marseille 1900, devant le Cercle de la Méditerranée, « M. Mercedes » (Emil Jellinek) ici en lice.

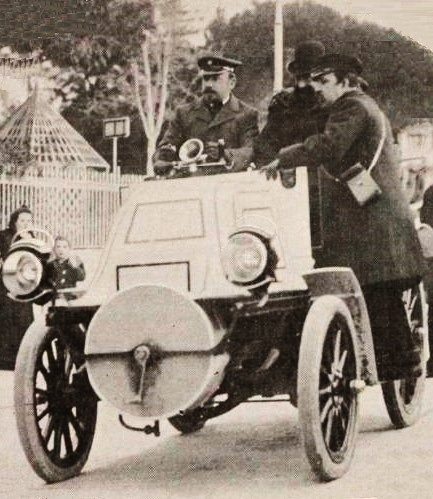
Une Mercedes phoenix 24 hp appartenant à Emil Jellinek, à la semaine de Nice 1900.

À la demande du consul austro-hongrois, il part s'installer en Tunisie, puis au Maroc, d'abord à Tanger, ensuite à Tétouan où il épouse Rachel Goggmann dite Cenrobert, née en Algérie, qui lui donne deux fils, Adolph et Fernand, et une fille, Adrienne Manuela Ramona Mercédès, née le 16 septembre 1889 qui sera simplement appelée « Mercédès » (« Grâces » en espagnol). Il perd son épouse en 1893 et se remarie avec une Française qui lui donnera deux fils.
Il s'installe enfin à Alger, en Algérie. Il y fait fortune dans les affaires en travaillant pour une importante société d’assurance française et pour des clients fortunés.

### Consul de l'Empire austro-hongrois à Nice
Devenu riche, il décide de passer ses étés à Vienne en Autriche et ses hivers à Nice sur la Côte d'Azur où vivent les personnes les plus riches du monde. Il y est nommé Consul de l’Empire austro-hongrois. Il se passionne alors pour la grande aventure des pionniers de l'automobile. 

### Représentant de Daimler à Nice sur la Riviera
En 1886, l'inventeur allemand Gottlieb Daimler, assisté de Nikolaus Otto, invente un moteur à explosion. En 1890, il fonde la société Daimler Motoren Gesellschaft avec son ami Wilhelm Maybach pour ingénieur en chef et son fils Paul Daimler qui lui succédera après sa disparition en 1900. 
En 1894, la première compétition automobile du monde, le concours Paris-Rouen, est dominée par les voitures d'Armand Peugeot lesquelles sont équipées d'un moteur Daimler Motoren Gesellschaft 2 cylindres en V fabriqué par Panhard & Levassor, et par les voitures de ces derniers.
Convaincu de l'avenir de l'automobile, Emil Jellinek visite en 1897 les usines Daimler Motoren Gesellschaft à Cannstatt près de Stuttgart — capitale du Royaume de Wurtemberg en Allemagne — pour y commander sa première Daimler 2 cylindres, 6 ch pour 24 km/h, rapidement suivie en 1898 par deux Daimler Phoenix de 4 cylindres, 8 ch pour 40 km/h. 
En 1898, il ouvre une représentation Daimler Motoren Gesellschaft à Nice. L'entreprise devient vite florissante. Il vend dix modèles en 1899 et vingt-neuf en 1900. Au début du XXe siècle, la plupart des grosses fortunes passent l'hiver sur la Côte d'Azur, endroit idéal pour le commerce de voiture.

### Pilote de courses automobile sous le pseudonyme Mercedes
En 1899, Jellinek gagne des courses automobiles de la Côte d'Azur (notamment lors de la semaine automobile niçoise, il est vainqueur de l'édition du Nice–Magagnosc–Nice) avec ses voitures Daimler Motoren Gesellschaft de 24 ch ; il court sous le pseudonyme de « Mercedes », prénom de sa fille alors âgée de dix ans. Lui-même s'impose dans une épreuve réservée alors aux touristes.

### Première Mercedes 35 HP de course
En 1900, Jellinek demande à Paul Daimler et Wilhelm Maybach de concevoir un nouveau modèle de moteur spécifique de 4 cylindres, 5,9 litres et 35 chevaux baptisé de son pseudonyme de pilote de course « Daimler-Mercedes », à la suite du décès controversé de Wilhelm Bauer. Il fait développer également le premier châssis d’automobile moderne qui ne soit pas un fiacre motorisé. Il en commande trente-six pour la somme colossale pour l'époque de 550 000 marks or. Le nouveau bolide de course livré le 22 décembre 1900 par Daimler Motoren Gesellschaft est baptisé Mercedes 35 HP et devient la première Mercedes de l'histoire de l'automobile. Cette voiture domine alors toutes les courses automobiles de la Côte d'Azur et lui offre une publicité exceptionnelle, Wilhelm Werner faisant entre autres partie de ses pilotes. Le nom de Mercedes se répand rapidement dans tous les pays. Les commandes de Jellinek mobilisent alors toutes les capacités de production de l'usine Daimler de Cannstatt.

### Création de la marque Mercedes
En 1902 Emil Jellinek dépose et protège officiellement et légalement la marque commerciale Mercedes (sans accent) et signe un « contrat d'exclusivité commerciale » pour les automobiles Daimler Motoren Gesellschaft pour l'Autriche-Hongrie, la France, la Belgique et les États-Unis puis commande des modèles par centaines. Il fait légalement modifier son nom en « Emil Jellinek-Mercedes ». Il fait construire par Paul Daimler et Wilhelm Maybach de Daimler Motoren Gesellschaft les premières série de voitures de tourisme Mercedes Simplex et entre au conseil d'administration de Daimler Motoren Gesellschaft. (Panhard & Levassor est alors détenteur des licences Daimler pour la France et engage des poursuites judiciaires contre Jellinek qui vend des Daimler sous le nom de Mercedes).

### Consul honoraire à Nice et Monaco, et dernières affaires
En 1905, âgé de 52 ans, Emil Jellinek-Mercedes — par ailleurs consul honoraire du Mexique à Nice et consul honoraire de l'empire austro-hongrois à Monaco — se retire du monde des affaires. Il fait cession à Paul Daimler de ses droits de vente exclusifs dans le monde, vend ses actions de la marque puis se retire de son poste du conseil d'administration en 1908.
Le 10 octobre 1907 est inauguré à Paris, au 131-133 avenue des Champs-Élysées, le premier palace du quartier, un somptueux bâtiment conçu par Gustave Rives : cet hôtel appartient à Emil Jellinek. Saisi en 1915 en pleine Première Guerre mondiale par le gouvernement français comme bien appartenant à l'ennemi, il devient un bâtiment de la Croix-Rouge japonaise, puis le lieu des négociations du plan Dawes (1924), avant de devenir le siège du premier commandement de l'OTAN après 1945 et enfin la propriété de Publicis, qui y crée son fameux drugstore en 1958 (bâtiment reconstruit en 1973-1975 après un incendie).

### Chassé de France, réfugié en Suisse
Au début de la Première Guerre mondiale, Emil Jellinek-Mercedes est à Vienne mais choisit de revenir en France puisque ses enfants sont français, nés de femmes françaises. Cependant, du fait de sa nationalité austro-hongroise, il est soupçonné d'espionnage en faveur de l'Empire allemand. Accusé, sans preuve, de trahison par l'antisémite Léon Daudet dans l'Action française à l'automne 1917, il se réfugie à Genève avec sa famille et meurt le 21 janvier 1918 à l'âge de 64 ans, quelques mois avant l'Armistice. 
Selon son désir, il est enterré à Nice au cimetière du château dominant la ville, aux côtés de sa première épouse. Sa tombe a été restaurée par la société Mercedes-Benz dans les années 1980.

### Postérité et patrimoine
Issue de son mariage en 1881 avec une Française d'origine espagnole Rachel Carmen Gogman-Azoulay dit Cenrobert (Tlemcen, 1854 - Vienne, 1893), Mercédès Jellinek, épouse en 1909 le baron Karl von Schlosser. Ruinée par la première guerre mondiale, elle se retrouve réduite à mendier dans les rues de Vienne à la fin de l'année 1918. Divorcée, elle épouse le baron et sculpteur Rudolf von Weigl qui meurt en 1926 de tuberculose. Elle meurt en 1929 d'un cancer des os à l'âge de 39 ans. Ses deux enfants issus de son premier mariage, Elfriede, née en 1912 et Hans Peter, né en 1916, sont victimes des persécutions nazies à partir de 1938, et échappent à la mort grâce aux Alliés en 1945. Emil a deux autres fils issus de son premier mariage, Adolph et Raoul Fernand : le second, devenu écrivain, harcelé par la Gestapo, se suicide le 10 février 1939 à Baden.
En 1899, il épouse en secondes noces Madelaine Anaïs Engler (Oran, 1873 - ?, 1941), dont il a quatre enfants : Alain, Guy, René et Adrienne (Maya).
Emil Jellinek possédait un important patrimoine immobilier en Autriche et en France :
- la salle d'exposition Mercedes sur les Champs-Élysées (Paris) ;
- les hôtels de prestige Royal et Scribe à Nice et l'Astoria à Paris ;
- la villa Mercedes à Nice au 57, Promenade des Anglais ;
- la villa Mercedes II à Nice au 54, Promenade des Anglais (achetée en 1902) ;
- la villa Jellinek-Mercedes, Wienerstrasse 39-45, à Baden, rattachée à un vignoble, acquis en 1891, détruit en 1945 par les bombardements alliés ;
- le château Robert, situé entre Toulon et Nice.

## Citation

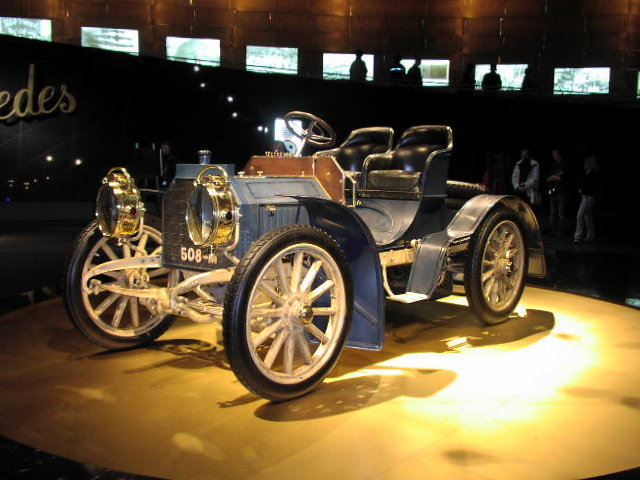
Première Mercedes Simplex de 1902.

- Guy Jellinek-Mercedes, l'un de ses fils, chroniqueur de la famille : « Mercedes ressemblait beaucoup à son père. Elle avait le même tempérament, les mêmes crises de colère, la même faim de vivre. Mais elle ne s'intéressait pas du tout à l'automobile. »